# Douster Pond
Der Douster Pond ist ein See im Buchan Country Park im Süden von Crawley in West Sussex, England.
Der See hat einen unbenannten kurzen Zufluss im Südwesten und der Douster Brook bildet seinen Abfluss im Norden.